# Kasanga, Rukwa
Kasanga  este o așezare în partea de vest a Tanzaniei, pe malul estic al lacului Tanganyika, în regiunea Rukwa. În timpul erei coloniale germane din Africa de Est s-a numit Bismarckburg.